# سرزمین جنوبی من
سرزمین جنوبی من فیلمی به کارگردانی  و نویسندگی محمد نوری زاد ساختهٔ سال ۱۳۸۶ است.

## بازیگران
- علیرضا حاج ملامهدی
- محمود قلندری
- غلامرضا نوروزی
- فرشاد همتایی
- عصمت ترکمانیان
- کاووس لیراوی
- سینا امامی
- فاطمه مکی نیا
- با همکاری اداره کل فرهنگ و ارشاد اسلامی استان هرمزگان به مدیریت همایون امیرزاده